# Fundulus

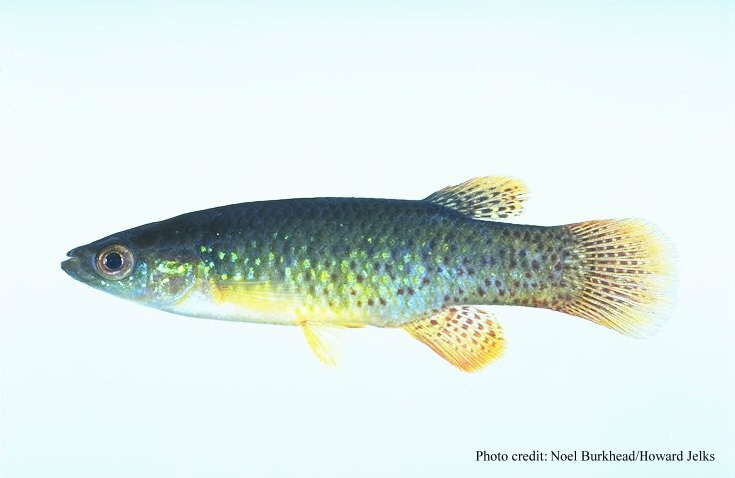
Fundulus chrysotus.

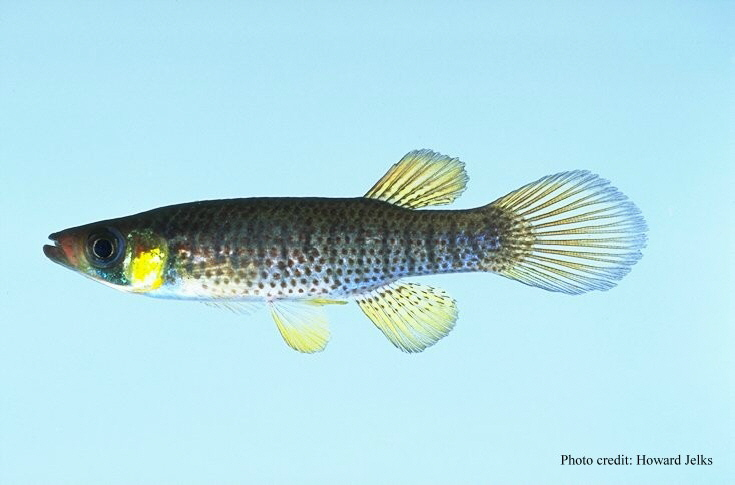
Fundulus escambiae.

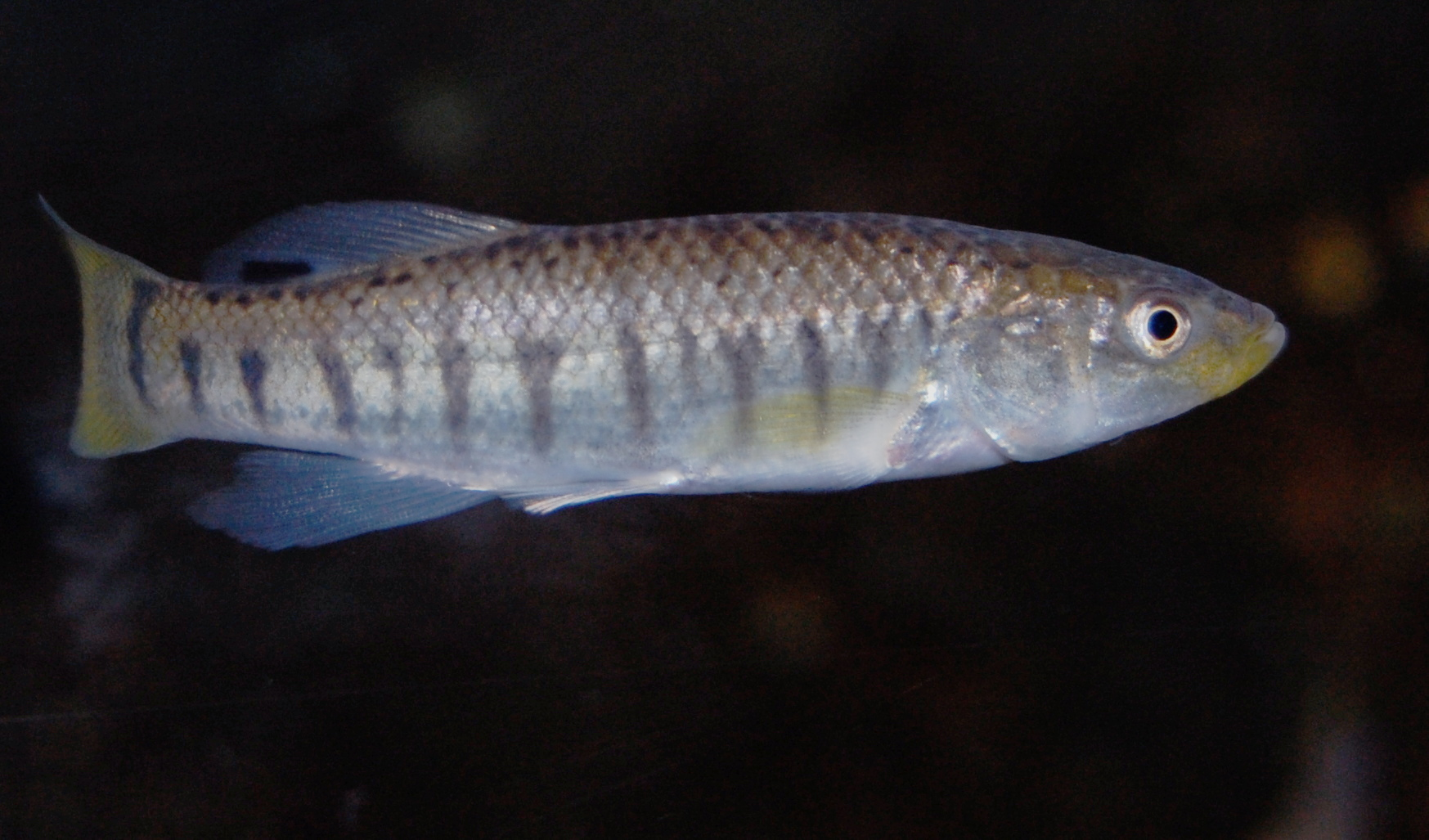
Macho de Fundulus majalis.

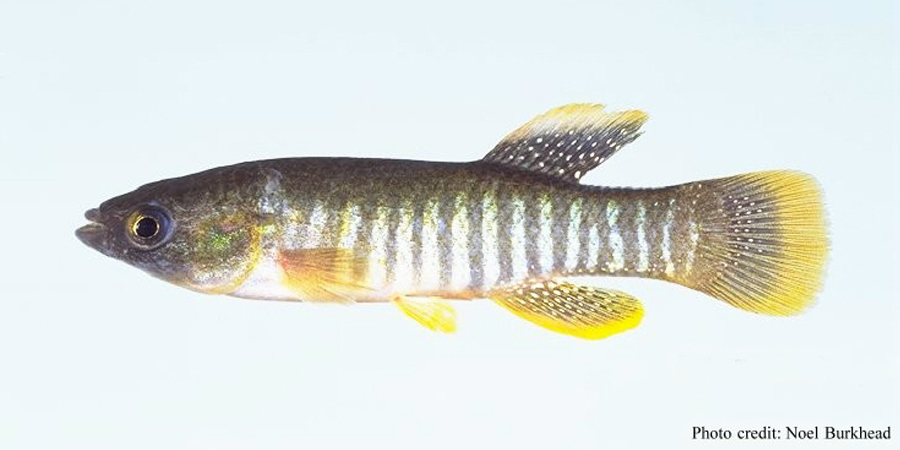
Fundulus grandis.

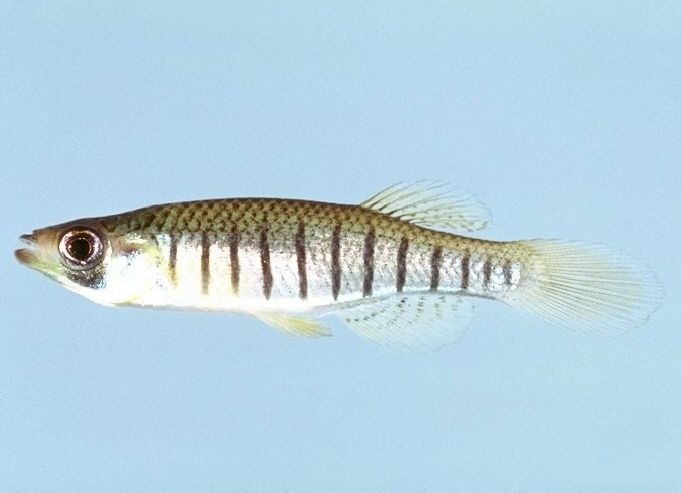
Fundulus lineolatus.

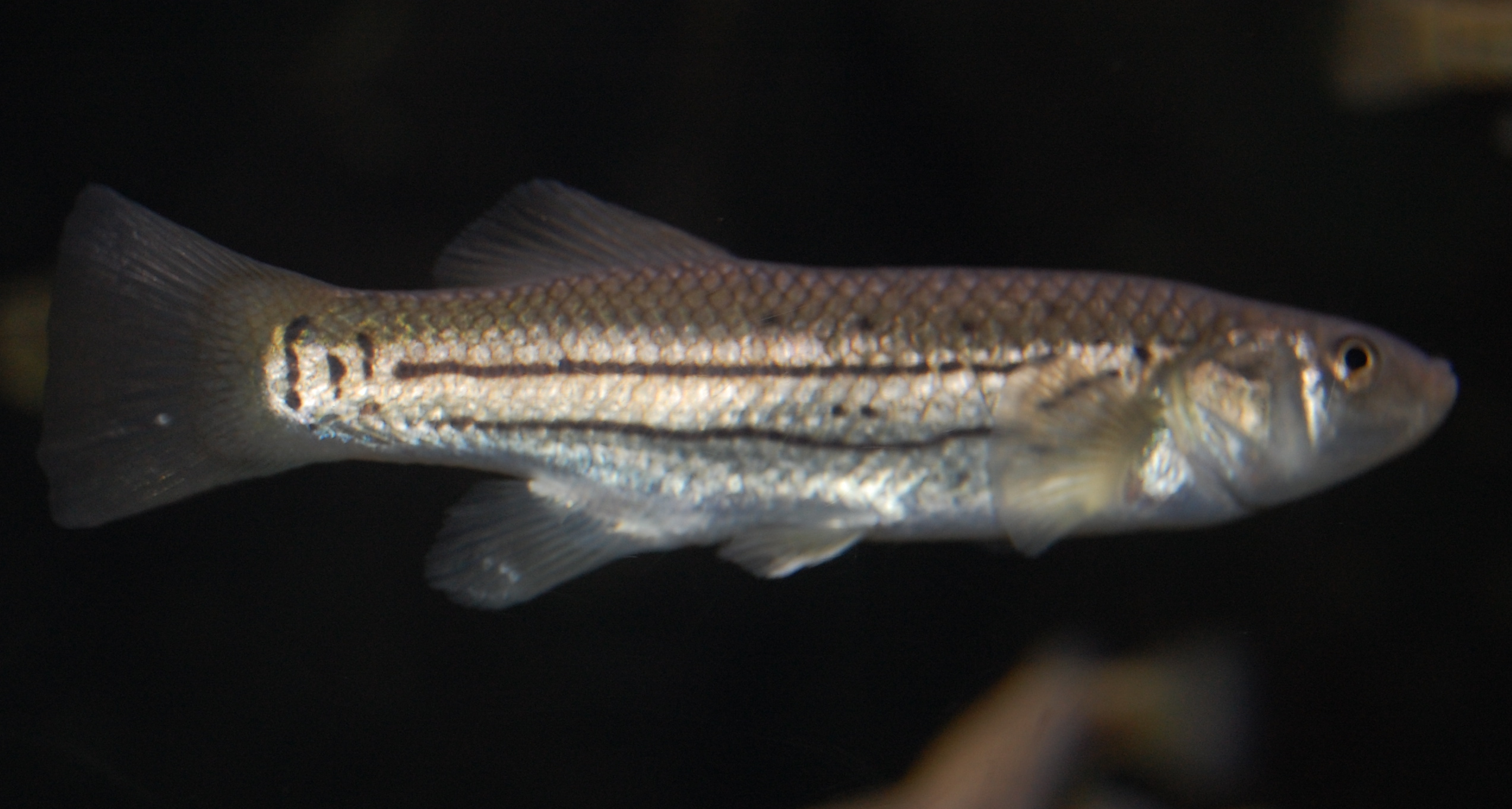
Hembra de Fundulus majalis.

Fundulus es un género de peces de aletas radiales, de la familia de los fundúlidos en el orden de los ciprinodontiformes.

## Especies
- Fundulus albolineatus (Gilbert, 1891)
- Fundulus auroguttatus (Hay, 1885)
- Fundulus bermudae (Günther, 1874)
- Fundulus bifax (Cashner y Rogers, 1988)
- Fundulus blairae (Wiley y Hall, 1975)
- Fundulus catenatus (Storer, 1846)
- Fundulus chrysotus (Günther, 1866)
- Fundulus cingulatus (Valenciennes, 1846)
- Fundulus confluentus (Goode y Bean, 1879)
- Fundulus diaphanus diaphanus (Lesueur, 1817)
- Fundulus diaphanus menona (Jordan y Copeland, 1877)
- Fundulus dispar (Agassiz, 1854)
- Fundulus escambiae (Bollman, 1887)
- Fundulus euryzonus (Suttkus y Cashner, 1981)
- Fundulus grandis (Baird y Girard, 1853)
- Fundulus grandissimus (Hubbs, 1936)
- Fundulus heteroclitus heteroclitus (Linnaeus, 1766)
- Fundulus heteroclitus macrolepidotus (Walbaum, 1792)
- Fundulus jenkinsi (Evermann, 1892)
- Fundulus julisia (Williams y Etnier, 1982)
- Fundulus kansae (Garman, 1895)
- Fundulus lima (Vaillant, 1894)
- Fundulus lineolatus (Agassiz, 1854)
- Fundulus luciae (Baird, 1855)
- Fundulus majalis (Walbaum, 1792)
- Fundulus notatus (Rafinesque, 1820)
- Fundulus notti (Agassiz, 1854)
- Fundulus olivaceus (Storer, 1845)
- Fundulus parvipinnis (Girard, 1854)
- Fundulus persimilis (Miller, 1955)
- Fundulus pulvereus (Evermann, 1892)
- Fundulus rathbuni (Jordan y Meek, 1889)
- Fundulus relictus (Able y Felley, 1988)
- Fundulus rubrifrons (Jordan, 1880)
- Fundulus saguanus (Rivas, 1948)
- Fundulus sciadicus (Cope, 1865)
- Fundulus seminolis (Girard, 1859)
- Fundulus similis (Baird y Girard, 1853)
- Fundulus stellifer (Jordan, 1877)
- Fundulus waccamensis (Hubbs y Raney, 1946)
- Fundulus zebrinus (Jordan y Gilbert, 1883)[2][3]

## Galería

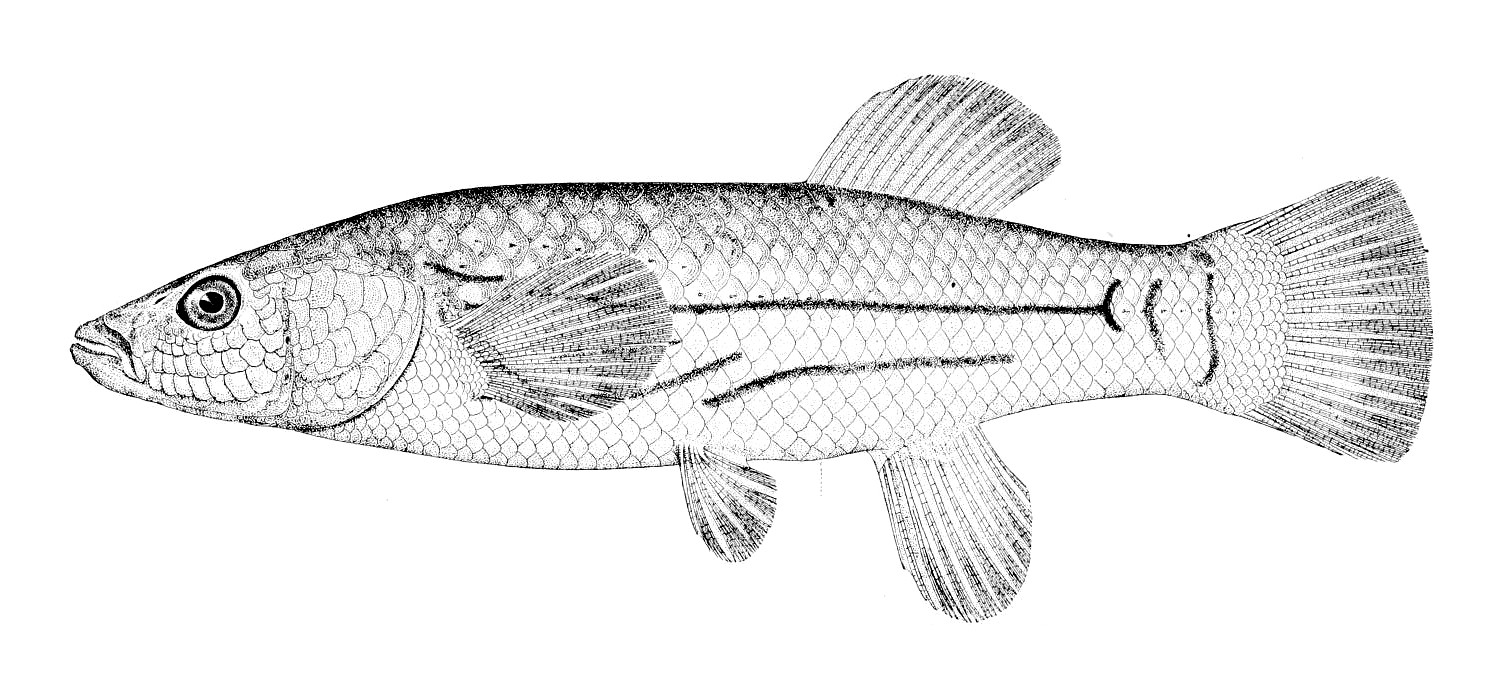
Fundulus heteroclitus